# Tour de Vendée 2021
Il Tour de Vendée 2021, quarantanovesima edizione della corsa, valevole come evento dell'UCI Europe Tour 2021 categoria 1.1 e come quattordicesimo evento della Coppa di Francia 2021, si svolse il 9 ottobre 2021 su un percorso di 199,8 km, con partenza da Les Herbiers e arrivo a La Roche-sur-Yon, in Francia. La vittoria fu appannaggio dell'olandese Bram Welten, il quale completò il percorso in 4h39'25", alla media di 42,904 km/h, precedendo lo spagnolo Eduard Prades e l'austriaco Sebastian Schönberger.
Sul traguardo di La Roche-sur-Yon 80 ciclisti, su 124 partenti da Les Herbiers, portarono a termine la competizione.

## Squadre e corridori partecipanti
| N.    | Cod. | Squadra            |
| ----- | ---- | ------------------ |
| 1-7   | GFC  | Groupama-FDJ       |
| 11-17 | ACT  | AG2R Citroën Team  |
| 21-27 | COF  | Cofidis            |
| 31-37 | BBK  | B&B Hotels         |
| 41-47 | ARK  | Team Arkéa-Samsic  |
| 51-57 | DKO  | Delko              |
| 61-67 | AUB  | St Michel-Auber 93 |
| 71-76 | APF  | Alpecin-Fenix      |
| 81-87 | TEN  | TotalEnergies      |
| 91-96 | BBH  | Burgos-BH          |

| N.      | Cod. | Squadra                         |
| ------- | ---- | ------------------------------- |
| 101-106 | XRL  | Xelliss-Roubaix Lille Métropole |
| 111-117 | CJR  | Caja Rural-Seguros RGA          |
| 121-127 | VBG  | Team Vorarlberg                 |
| 131-137 | EKP  | Equipo Kern Pharma              |
| 141-147 | NIP  | Team NIPPO-Provence-PTS Conti   |
| 151-157 | EVO  | EvoPro Racing                   |
| 161-167 | XSU  | XSpeed United Continental       |
| 171-177 | CDF  | Antarte-Feirense                |
| 181-187 | RWA  | Ruanda                          |

## Ordine d'arrivo (Top 10)
| Pos. | Corridore           | Squadra       | Tempo    |
| ---- | ------------------- | ------------- | -------- |
| 1    | Bram Welten         | Arkéa         | 4h39'25" |
| 2    | Eduard Prades       | Delko         | s.t.     |
| 3    | S. Schönberger      | B&B Hotels    | s.t.     |
| 4    | Gianni Vermeersch   | Alpecin       | s.t.     |
| 5    | Pierre-Luc Périchon | Cofidis       | s.t.     |
| 6    | E. Boasson Hagen    | TotalEnergies | s.t.     |
| 7    | Thibault Ferasse    | B&B Hotels    | s.t.     |
| 8    | Axel Zingle         | Cofidis       | s.t.     |
| 9    | Manuel Peñalver     | Burgos        | s.t.     |
| 10   | Dorian Godon        | AG2R          | s.t.     |